# Saison 2012 des Yankees de New York
La saison 2012 des Yankees de New York est la 112e saison en Ligue majeure de baseball pour cette franchise.
Avec 95 victoires et 67 défaites, les Yankees s'imposent comme la meilleure équipe de la Ligue américaine en saison régulière et remportent le championnat de la division Est pour la deuxième année consécutive. Ils se qualifient par le fait même une 17e fois en 18 ans pour les séries éliminatoires, et ce malgré la perte de Mariano Rivera, blessé en mai. Robinson Canó et le vétéran Derek Jeter connaissent de belles saisons à l'attaque, le lanceur Andy Pettitte sort de sa retraite et revient au jeu après un an d'absence, et Ichiro Suzuki arrive en provenance de Seattle en cours d'année. Les Yankees franchissent avec succès l'étape des Séries de divisions en éliminant les coriaces Orioles de Baltimore, qu'ils ont devancé par seulement deux matchs dans la section Est en saison régulière. L'offensive new-yorkaise tombe toutefois en panne en Série de championnat, où ils ont été éliminés en seulement quatre parties par les Tigers de Détroit.

## Contexte
Avec 97 victoires contre 65 défaites, la meilleure performance de la Ligue américaine et la seconde meilleure de tout le baseball majeur après les Phillies de Philadelphie, les Yankees de New York remportent en 2011 le championnat de la division Est. C'est un 2e titre de section en 3 ans pour les Yankees et une 16e qualification en 17 ans pour les séries éliminatoires. Ils sont défaits par les Tigers de Detroit dès la Série de divisions.

## Intersaison

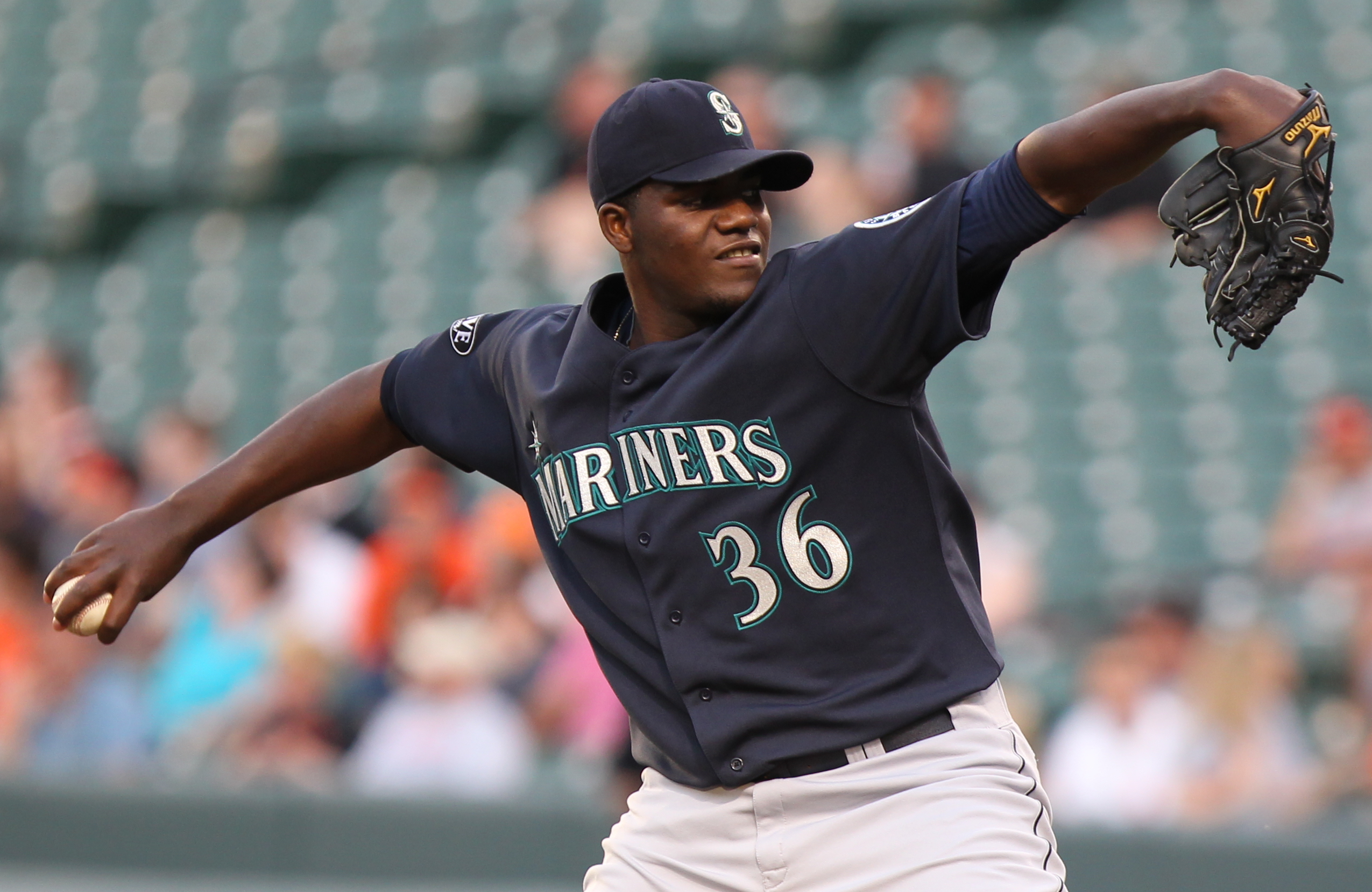
Michael Pineda.

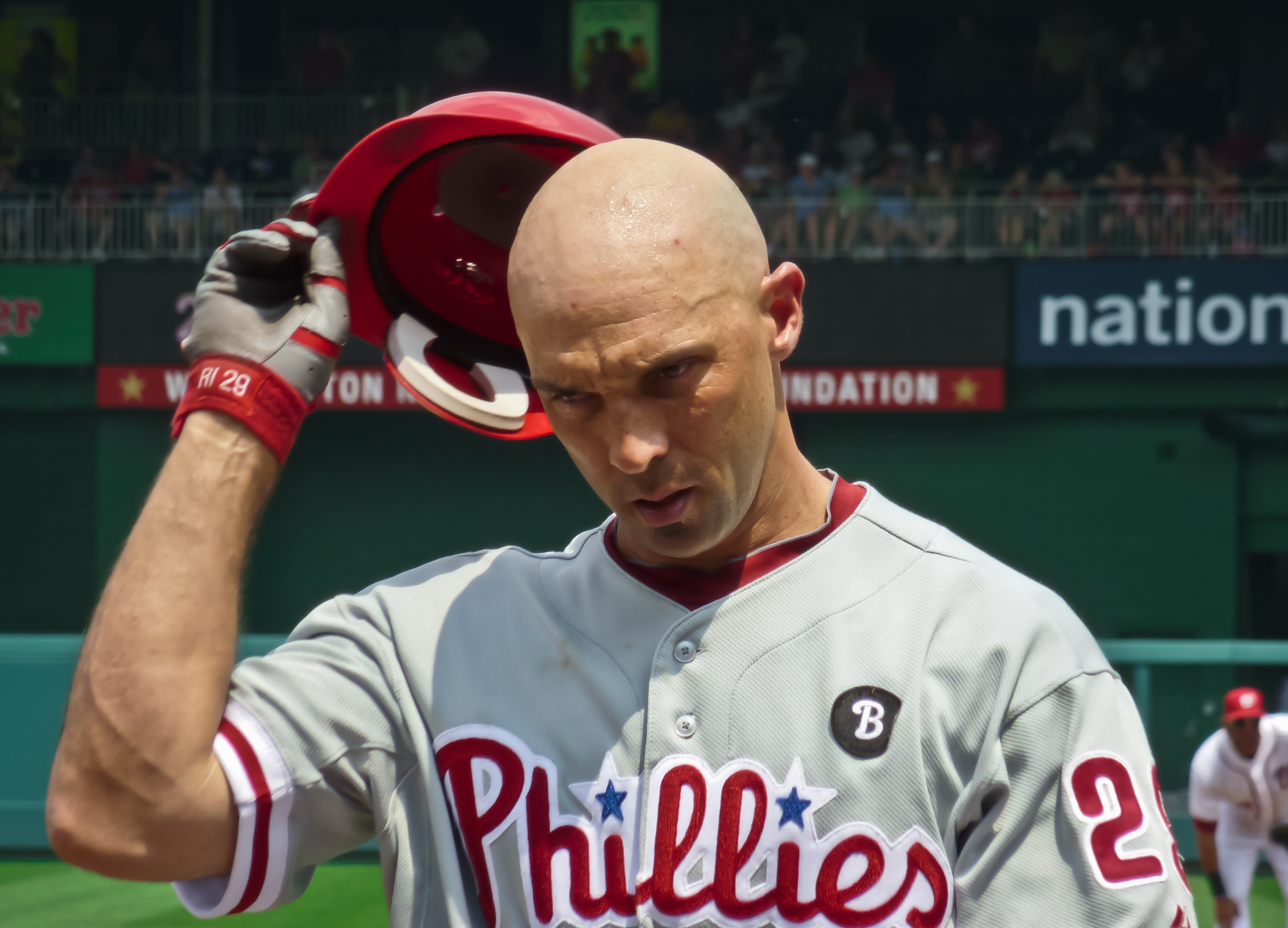
Raúl Ibáñez.

La plupart des changements apportés par les Yankees durant l'hiver 2011-2012 concernent le personnel de lanceurs, l'offensive inspirant peu de craintes pour la saison à venir. Le droitier Freddy García, gagnant de 12 victoires en 2011, reçoit un nouveau contrat d'un an. Le 23 janvier 2012, le droitier Michael Pineda, impressionnant à sa saison recrue en 2011 chez les Mariners de Seattle, est obtenu avec le lanceur droitier des ligues mineures Jose Campos en retour du receveur Jesús Montero, considéré meilleur joueur d'avenir de l'organisation des Yankees, et du lanceur droitier Héctor Noesi. Dans le même souffle, New York met sous contrat pour une année l'agent libre Hiroki Kuroda, un gaucher qui vient de connaître 4 bonnes saisons chez les Dodgers de Los Angeles. Toujours en décembre, son compatriote japonais Hideki Okajima, un autre gaucher, accepte un contrat des ligues mineures mais un examen médical révèle qu'il n'est pas dans une forme satisfaisante et les Yankees révoquent le contrat à la mi-février.
Le 19 février 2012, le partant droitier A. J. Burnett, qui a déçu à New York et dont le salaire est maintenant jugé indûment élevé, est transféré aux Pirates de Pittsburgh en retour de deux joueurs des ligues mineures : le lanceur de relève droitier Diego Moreno et le voltigeur Exicardo Cayones. Déçu par les récentes performances de Burnett et sachant que la valeur du vétéran de 35 ans n'est pas à son maximum, les Yankees s'engagent à payer à la place des Pirates 20 des 33 millions de dollars US promis au lanceur pour les deux saisons restant à son contrat.
Le 24 janvier, le receveur Jorge Posada annonce sa retraite après 17 saisons dans les majeures, toutes chez les Yankees. Le 16 mars, le lanceur gaucher Andy Pettitte sort de sa retraite annoncée en février 2011 et amorce un retour à la compétition avec les Yankees. Le lanceur partant droitier Bartolo Colón (parti à Oakland), le releveur droitier Luis Ayala (Baltimore), le premier but Nick Johnson, le lanceur gaucher Aaron Laffey (Toronto) et le lanceur droitier Andrew Brackman (Cincinnati) ne sont pas de retour avec les Yankees en 2012.
Le 5 décembre, le joueur de champ intérieur Jayson Nix, en provenance des Blue Jays de Toronto, signe un contrat des ligues mineures avec les Yankees. Le joueur d'utilité Russell Branyan s'amène à New York de la même manière en février après une année 2011 passée en Arizona.
Le vétéran voltigeur Andruw Jones accepte une nouvelle entente d'un an.
Le 20 février, les Yankees comblent le poste de frappeur désigné laissé vacant par la retraite de Posada en signant pour un an et 1,1 million de dollars Raúl Ibáñez, qui sort de Philadelphie après trois saisons là-bas.
Le receveur réserviste Chris Stewart est acquis des Giants de San Francisco le 4 avril en retour du lanceur de relève George Kontos.
Le lanceur droitier Joba Chamberlain, qui a raté la majeure partie de la saison 2011 après une opération à l'épaule, se blesse à la cheville en s'amusant sur un trampoline et échoue de nouveau sur la liste des joueurs blessés.

## Calendrier pré-saison
L'entraînement de printemps des Yankees s'ouvre en février et le calendrier de matchs préparatoires précédant la saison s'étend du 2 mars au 4 avril 2012.

## Saison régulière
La saison régulière des Yankees se déroule du 6 avril au 3 octobre 2012 et prévoit 162 parties. Elle débute par une visite aux Rays de Tampa Bay et le match d'ouverture local au Yankee Stadium a lieu le 13 avril contre les Angels de Los Angeles.

### Avril
- 19 avril : Contre Minnesota, Curtis Granderson devient le premier joueur à frapper 3 circuits dans un même match à l'actuel Yankee Stadium de New York[24].
- 20 avril : Au Fenway Park de Boston, Alex Rodriguez frappe son 631e coup de circuit en carrière pour dépasser Ken Griffey au 5e rang de l'histoire des majeures[25].
- 20 avril : Les Yankees visitent les Red Sox de Boston pour le 100e anniversaire du Fenway Park[26]. Les Yankees portent des uniformes rétro des Highlanders de New York, le nom sous lequel ils étaient connus lors de leur première visite à Fenway le 20 avril 1912[27].

### Juin
- 12 juin : Alex Rodriguez frappe son 23e grand chelem en carrière pour égaler le record de tous les temps de Lou Gehrig[28].
- 20 juin : Alex Rodriguez obtient son 1925e point produit en carrière pour devancer Jimmie Fox au 6e rang de l'histoire des majeures[29].

### Juillet
- 19-22 juillet : Les Yankees sont balayés dans une série de 4 parties pour la première fois en 9 ans, et ils perdent les 4 matchs d'une série de 4 contre Oakland pour la première fois depuis juillet 1972[30].
- 23 juillet : Les Yankees transigent avec les Mariners de Seattle et obtiennent le voltigeur étoile Ichiro Suzuki en retour des lanceurs droitiers Danny Farquhar et D. J. Mitchell[31].
- 24 juillet : À Seattle, Alex Rodriguez est atteint par un lancer de Félix Hernandez des Mariners. Il se casse la main gauche et son absence du jeu doit durer de 6 à 8 semaines[32].

### Août
- 14 août : Hiroki Kuroda perd un match sans point ni coup sûr en accordant un simple à Elvis Andrus pour commencer la 7e manche mais lance un match complet et un blanchissage en n'accordant que deux coups sûrs aux Rangers du Texas[33]. Dans ce match, Derek Jeter dépasse Nap Lajoie au 12e rang des meilleurs frappeurs de coups sûrs de l'histoire des majeures avec son 3243e en carrière[34].
- 21 août : Derek Jeter frappe contre Chicago le 3256e coup sûr de sa carrière pour dépasser Eddie Murray au 12e rang de l'histoire.

### Septembre
- 14 septembre : Avec un 3284e coup sûr, Derek Jeter dépasse Willie Mays au 11e rang de l'histoire[35].
- 30 septembre : Les Yankees gagnent à Toronto pour s'assurer d'une place en séries éliminatoires pour la quatrième année de suite et la 17e fois en 18 saisons[36].

### Classement
| Ligue américaine (Division Est) | V  | D  | %    | Diff. |
| ------------------------------- | -- | -- | ---- | ----- |
| Yankees de New York             | 95 | 67 | ,586 | -     |
| Orioles de Baltimore            | 93 | 69 | ,574 | 2     |
| Rays de Tampa Bay               | 90 | 72 | ,556 | 5     |
| Blue Jays de Toronto            | 73 | 89 | ,451 | 22    |
| Red Sox de Boston               | 69 | 93 | ,426 | 26    |

## Affiliations en ligues mineures
| Niveau            | Équipe                        | Ligue                   |
| ----------------- | ----------------------------- | ----------------------- |
| AAA               | Scranton/Wilkes-Barre Yankees | Ligue internationale    |
| AA                | Thunder de Trenton            | Eastern League          |
| A-Advanced        | Yankees de Tampa              | Florida State League    |
| A                 | RiverDogs de Charleston       | South Atlantic League   |
| A (saison courte) | Yankees de Staten Island      | New York - Penn League  |
| Ligue des recrues | GCL Yankees                   | Gulf Coast League       |
| Ligue des recrues | DSL Yankees 1                 | Dominican Summer League |
| Ligue des recrues | DSL Yankees 2                 | Dominican Summer League |